# Patrick Rambourg
Pour les articles homonymes, voir Rambourg.
Patrick Rambourg, né en 1965 au Mans, est un historien, enseignant et chercheur français, spécialiste de la cuisine et de la gastronomie.

## Biographie
Patrick Rambourg naît au Mans et passe son enfance à la Ferté-Bernard (Sarthe) où ses parents tiennent alors un restaurant. Il suit une formation au Centre de formation d'apprentis du Mans et y obtient un CAP Cuisine en 1983. Il exerce ensuite pendant quelques années dans la restauration. Il suit à partir de 1989 un cursus universitaire en histoire jusqu'au 3e cycle à l'Université Paris 7 Denis Diderot. De 1995 à 2001 il participe au séminaire de Jean-Louis Flandrin « Le désir et le goût » à l’École des hautes études en sciences sociales (EHESS).
Il est professeur de cuisine en lycée de 1997 à 2000, puis commence à enseigner l'histoire des pratiques culinaires et alimentaires et de la gastronomie à l'Université Paris 7 Denis Diderot et dans d'autres établissements, dont l'Université d'Angers. Il est chercheur associé au Laboratoire Identités Cultures Territoires (ICT) de l'Université Paris Cité depuis 2013. Il exerce également en tant que conseiller historique culinaire, notamment pour La Passion de Dodin Bouffant (The Pot-au-feu / The Taste of Things) de Tran Anh Hung. Le film reçoit le prix de la mise en scène au Festival de Cannes 2023.
Auteur de publications (livres et articles) sur l’histoire de la cuisine et de la gastronomie, de l’alimentation et des manières de table, sur les représentations de la cuisine et de la table, il développe ses recherches historiques sur la longue durée, à l'exemple de Fernand Braudel, allant généralement du Moyen Âge au monde contemporain. Il est considéré comme l'un des meilleurs spécialistes du sujet. Il tient également une rubrique de gastronomie historique dans la revue Historia de janvier 2016 à février 2024.
Il a été membre du conseil d’experts de la « Mission Française du Patrimoine et des Cultures Alimentaires » (MFPCA) créée en vue de l’inscription par l’UNESCO du Repas gastronomique des Français sur la liste représentative du patrimoine culturel immatériel de l'humanité.

## Publications

### Ouvrages
- Histoire du Paris gastronomique, du Moyen Âge à nos jours, Paris, Editions Perrin, 2023, 400 pages. (ISBN 978-2-262-03704-8)
- L'Art et la table (préface de Pierre Gagnaire et Hervé This), Paris, Editions Citadelles & Mazenod, 2016 et 2023, 392 pages[8]. (ISBN 978-2-85088-678-2) (ISBN 978-2-85088-943-1)
- À table... le menu ! (préface de Pascal Ory), Paris, Editions Honoré Champion, 2013, 128 pages.  (ISBN 978-2745325808)
- Histoire de la cuisine et de la gastronomie françaises, Paris, Editions Perrin (coll. tempus n°359), 2010, 381 pages[9].  (ISBN 978-2-262-03318-7)
- La cuisine à remonter le temps (préface de Michel Guérard), Paris, Editions du Garde-Temps, 2007, 129 pages.  (ISBN 978-2-913545-46-5)
- De la cuisine à la gastronomie. Histoire de la table française, Paris, Editions Louis Audibert, 2005, 286 pages[10].  (ISBN 2-84749-059-0)
- Le civet de lièvre. Un gibier, une histoire, un plat mythique, Paris, Jean-Paul Rocher Éditeur, 2000, 97 pages[11]. Deuxième édition 2003.  (ISBN 2-911361-31-8)

### Livres et articles traduits
- (pt) « O restaurante parisiense ou a origem do restaurante », Electra, n° 13 verão, Junho-Setembro 2021, Lisbonne, p. 19-25.
- (en) « Paris: the origin of restaurants », Electra, n° 13 Summer, June-September 2021, Lisbonne, p. 19-25.
- (tr) « Ve blanc-manger bir tatlıya dönüşür! », dans Yemekvekültür n° 63 / 2021, Istanbul, p. 60-65.
- (tr) « Mutfakta jestler: Teknikten aşçilık sanatina… », dans Yemekvekültür n° 57 / 2019, Istanbul, p. 22-31[12].
- (tr) « Yaratıcılık üzerine söylevden: Şeflerin yemek isimleri », dans Yemekvekültür n° 51 / 2018, Istanbul, p. 40-48[13].
- (ko) 프랑스 미식과 요리의 역사, Séoul, Kyungpook National University Press, 2017, 402 pages[14]. (ISBN 9788971804650)
- (tr)« Paris’in lezzetleri: 19. yüzyɩlɩn ilk çeyreğinde, eski Paris’te bir yeme-içme gezintisi », dans Yemekvekültür n° 31 / 2013, Istanbul, p.78-87[15].
- (be)« Van Parijs tot Brussel : kookkunst en gerechten van de 19de tot de 20ste eeuw », dans Feestelijk tafelen, Brussel, Koning Boudewijnstichting, 2012, p. 96-102[16].
- (es) Historia de la cocina y la gastronomia francesa, Buenos Aires, Edicion Claridad, 2011, 272 paginas[17]. (ISBN 978-950-620325-2)

### Chapitres, textes, et préfaces de livres
- « L’âge d’or de la diplomatie à table, 1815-1918 », « L’inauguration du canal de Suez. Le grand souper d’Ismaïlia, 18 novembre 1869 », dans À la table des diplomates. L’histoire de France racontée à travers ses grands repas, 1520-2015, dir. Laurent Stéfanini, Paris, L’Iconoclaste, 2016, respectivement, p. 84-87, 117-126.
- « Du service à la française au service à la russe », « Le restaurant parisien », dans Le Repas gastronomique des Français, Paris, Gallimard, 2015, respectivement, p. 143-149, 217-223.
- « Les délices du jeûne à la fin du Moyen Âge », « L’art de servir les mets », « La nouvelle cuisine des Lumières », dans Petite anthologie de recettes, cent siècles de cuisine, Paris, Monum, éditions du patrimoine, 2006, respectivement, p. 28-29, 42-43, 60-61.
- « De la blanquette « nouvelle cuisine » au bon choix du veau », p. 7-20, préface de La blanquette de veau. Histoire d’un plat bourgeois, Jean-Louis Flandrin, Paris, Jean-Paul Rocher Éditeur, 2002, 78 pages. Annotation de Patrick Rambourg.
- « Le plaisir partagé », p. 249-277, dans Vatel et la naissance de la gastronomie, Dominique Michel, Paris, Fayard, 1999, 348 pages. Édition japonaise, Tokyo, 2001. Édition russe, Moscou, 2002.

### Articles de recherche
Paris alimentaire et gastronomique
- « Bien manger dans le Paris de la fin du Moyen Âge : de la nécessaire nourriture à la bonne nourriture », dans Approvisionner la ville. Flux alimentaires et circulations urbaines du Moyen Âge au XIXe siècle, éd. Arnaud Knaepen, Christophe Loir, Alexis Wilkin, Bruxelles, éditions de l’université de Bruxelles, 2018, p. 53-65.
- « Pratiques alimentaires, savoir-faire et professionnalisme dans les métiers de bouche parisiens (fin du Moyen Âge et Renaissance) », dans Médiévales, n° 69, dossier « Travailler à Paris », automne 2015, Presses universitaires de Vincennes, p. 87-104.
- « Chez Mercier : les menus-cartes d’un restaurant parisien de 1933 à 1971 », dans Le Temps des médias. Revue d’histoire, n° 24, dossier « A table ! », printemps-été 2015, p. 66-80.
- « Des métiers de bouche à la naissance du restaurant : l’affirmation de Paris comme capitale gastronomique (XVIe – XVIIIe siècle) », dans Les Histoires de Paris (XVIe – XVIIIe siècle), actes du colloque de Québec (22-25 septembre 2010), dir. Thierry Belleguic et Laurent Turcot, Paris, Editions Hermann, vol. 2, 2013, p. 185-197.
- « Des spécialistes du prêt-à-manger à Paris : cuisine publique et modes de restauration à la fin du Moyen Âge », dans Les établissements de restauration dans le monde, actes du colloque de l’Université Paris IV Sorbonne (12-13 octobre 2009), dir. Vincent Marcilhac et Vincent Moriniaux, Paris, L’Harmattan, 2012, p. 113-125.
- « De Paris à Bruxelles: cuisine et mets du XIXe   au   XXe siècle », dans Tables en Majesté, Bruxelles, Fondation Roi Baudouin, 2012, p. 96-102.
- « Les savoirs alimentaires dans le Paris de la fin du Moyen Âge : entre pratique culinaire et hygiène alimentaire », dans Le choix des aliments. Informations et pratiques alimentaires de la fin du Moyen Âge à nos jours, dir. Martin Bruegel, Marilyn Nicoud et Eva Barlösius, Presses universitaires de Rennes et Presses universitaires François-Rabelais de Tours, 2010, p. 181-196.
- « Les repas de confrérie à la fin du Moyen Âge : l’exemple de la confrérie parisienne Saint-Jacques-aux-Pèlerins au travers de sa comptabilité (XIVe siècle) », dans La cuisine et la table dans la France de la fin du Moyen Âge : contenus et contenants du XIVe   au   XVIe siècle, actes du colloque de Sens (8-10 janvier 2004), dir. Fabienne Ravoire et Anne Dietrich, Caen, Publications du CRAHM, 2009, p. 51-78.

Pratiques culinaires et alimentaires
- « Les Français et leur culture alimentaire. Approche historique », dans Cahiers français, Paris, La documentation française, septembre-octobre 2019, p. 16-26[18].
- « Du discours à la créativité : les appellations culinaires des chefs », dans Le français à table, dir. Françoise Argod-Dutard, Rennes, Presses universitaires de Rennes, 2017, p. 67-76.
- « De la consommation des boissons exotiques aux XVIIe et XVIIIe siècles », dans Thé, café ou chocolat ? Les boissons exotiques à Paris au XVIIIe siècle, Paris, Paris-Musées, 2015, p. 47-58.
- « Le geste en cuisine : de la technique à l'art culinaire », dans Les quatre cents goûts. Design, cuisine et geste, actes du colloque de Reims (15 octobre 2010), ESAD de Reims, 2011, p. 31-37.
- « L'iconographie dans les ouvrages culinaires : des premiers imprimés au XIXe siècle », dans Reliures gourmandes, Dijon, éditions Faton, 2009, p. 34-43.
- « Manger gras. Lard, saindoux, beurre et huile dans les traités de cuisine du Moyen Âge au XXe siècle », dans Trop gros ? l’obésité et ses représentations, dir. Julia Csergo, Paris, éditions Autrement – collection Mutations – n° 254, 2009, p. 75-91.
- « Du Vatel de Roland Joffé à la gastronomie du Grand Siècle », dans Siècle classique et cinéma contemporain, actes de la section 5 du Ve congrès de l’Association des Franco-romanistes allemands, Université Martin-Luther de Halle-Wittenberg (26-29 septembre 2006), éd. Roswitha Böhm, Andrea Grewe et Margarete Zimmermann, Tübingen, Gunter Narr Verlag, Biblio 17, vol. 179, 2009, p. 69-80.
- « ‘Service à la française’ et ‘service à la russe’ dans les menus du XIXe siècle », dans La noblesse à table. Des ducs de Bourgogne aux rois des Belges. The Dining Nobility. From the Burgundian Dukes to the Belgian Royalty, éd. Paul Janssens et Siger Zeischka, Bruxelles, Brussels University Press, 2008, p. 45-51.
- « Entre le cuit et le cru : la cuisine de l’huître, en France, de la fin du Moyen Âge au XXe siècle », dans Les nourritures de la mer, de la criée à l’assiette, actes du colloque du Musée maritime de Tatihou (2-4 octobre 2003), dir. Elisabeth Ridel, Eric Barré et André Zysberg, Caen, CRHQ, 2007, p. 211-220.
- « Sucre et mets sucrés dans les traités culinaires de la fin du Moyen Âge au début du XXe siècle », dans Du sucre, actes de la journée d’études « Le sucre dans la littérature » (Pau, 21 janvier 2005), éd. Véronique Duché-Gavet et Jean-Gérard Lapacherie avec la collaboration de Frédérique Marty-Badiola, Biarritz, Atlantica, 2007, p. 173-188.
- « De la cuisine de rue au restaurant », dans Horizons Maghrébins, n° 55 / 2006, Manger au Maghreb. Approche pluridisciplinaire des pratiques de table en Méditerranée du Moyen Âge à nos jours, dir. Mohamed Oubahli, Toulouse, Presses universitaires du Mirail, p. 186-191.
- « L’abbaye de Saint-Amand de Rouen (1551-1552) : de la différenciation sociale des consommateurs, au travers des aliments, à la pratique culinaire », dans Production alimentaire et lieux de consommation dans les établissements religieux au Moyen Âge et à l’époque Moderne, actes du colloque de Lille (16-19 octobre 2003), éd. Benoît Clavel, Histoire médiévale et Archéologie, t. 1, vol. 19, 2006, p. 217-229.
- « Steak en sauce : ou comment les sauces françaises contribuèrent au succès du steak anglais aux XVIIIe et XXe siècles », dans Papilles n°25 - novembre 2004, p. 29-43.

Alimentation et cuisine régionales
- « Saveurs et cuisine de Provence à Paris, ou comment la capitale valorisa les spécialités régionales », dans à table en Provence, Musée d’Art de Toulon, 2014, p. 135-140.
- « L’émergence et l’affirmation d’une cuisine de l’Anjou : du contexte alimentaire aux spécialités culinaires », dans L’Anjou à table ! numéro spécial de la revue Archives d’Anjou, n° 16, 2013, p. 99-105.
- « L’appellation « à la provençale » dans les traités culinaires français du XVIIe   au   XXe siècle », dans Provence Historique, Alimentation et cuisine en Provence, tome LIV – fascicule 218 octobre - décembre 2004, p. 473-483.

## Prix littéraires
- 2024 : Finaliste Prix Anthony Rowley, pour Histoire du Paris gastronomique, du Moyen Âge à nos jours (ed. Perrin)[19].
- 2024 : Finaliste Prix Jean Carmet, pour Histoire du Paris gastronomique, du Moyen Âge à nos jours (ed. Perrin)[20].
- 2017 : Prix Jean Trémolières, pour L'Art et la table (ed. Citadelles & Mazenod)[21].
- 2017 : Finaliste Prix du Cercle Montherlant – Académie des beaux-arts, pour L’Art et la table (ed. Citadelles & Mazenod)[22].
- 2017 : Gourmand World Cookbook Awards, dans la catégorie Best Cookbook illustrations, pour L'Art et la table (ed. Citadelles & Mazenod)[23].
- 2010 : Gourmand World Cookbook Awards, pour Histoire de la cuisine et de la gastronomie françaises (ed. Perrin).
- 2010 : Prix littéraire Culture-Gastronomie, pour Histoire de la cuisine et de la gastronomie françaises (ed. Perrin)[24].